# Sopronkeresztúr
Sopronkeresztúr (1899-ig Németkeresztúr, németül: Deutschkreutz, horvátul: Kerestur, héberül Zelem) mezőváros Ausztriában, Burgenland tartományban, a Felsőpulyai járásban.

## Fekvése
Soprontól 12 kilométerre délnyugatra, Kópházától 6 kilométerre nyugatra, Felsőpulyától 19 kilométerre északkeletre fekszik. Főutcája az ausztriai B62-es út; Magyarország felől a 84-es főútból Kópháza északi szélén kiágazó 861-es főúton érhető el.
A települést korridorvasút köti össze Sopronon keresztül Béccsel a Sopron–Kőszeg-vasútvonal révén, az ütemes menetrendben közlekedő vonatoknak Sopronkeresztúr vasútállomás a végállomása.
A kataszteri közösségek Deutschkreutz és Küllő.

## Nevének eredete
Nevét a Szent Kereszt Felmagasztalása tiszteletére szentelt templomáról kapta. (Régen ugyanis a keresztfát is úrként szólították).

## Története
A régészeti leletek tanúsága szerint területe már a kőkorszakban, majd később a hallstatt-korban is lakott volt. 1900-ban Teichäckern nevű határrészén hatszobás, mozaikpadlós római villát ástott ki Bella Lajos.

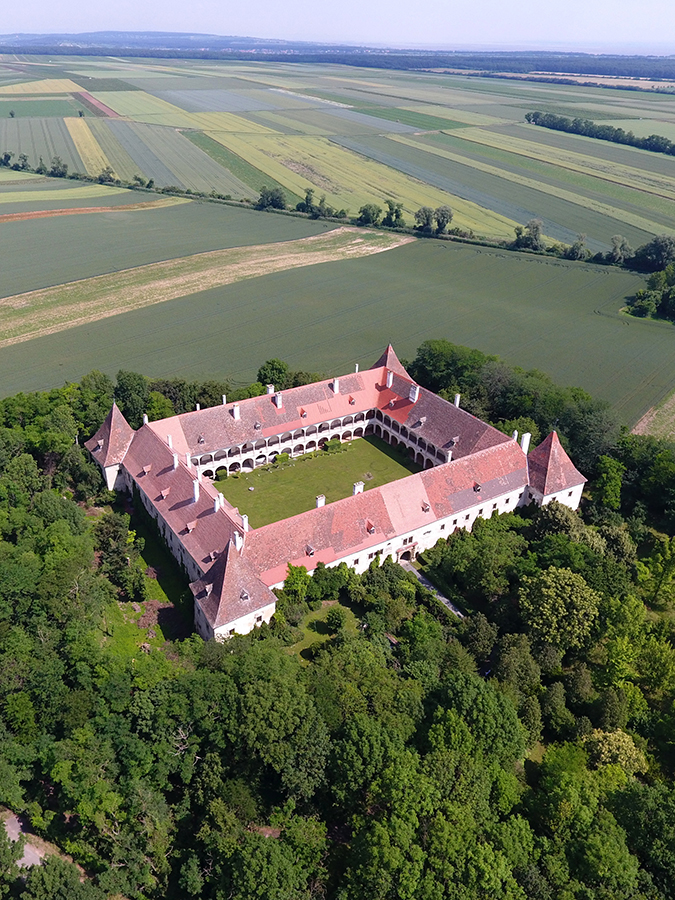
Sopronkeresztúr - várkastély légi fotón

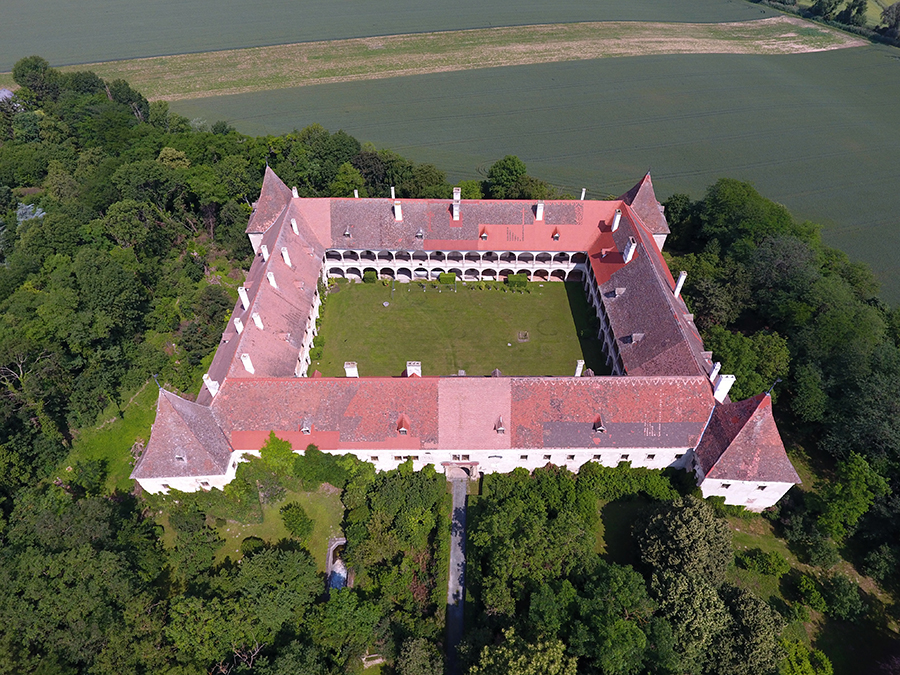
Sopronkeresztúr - várkastély légi felvételen

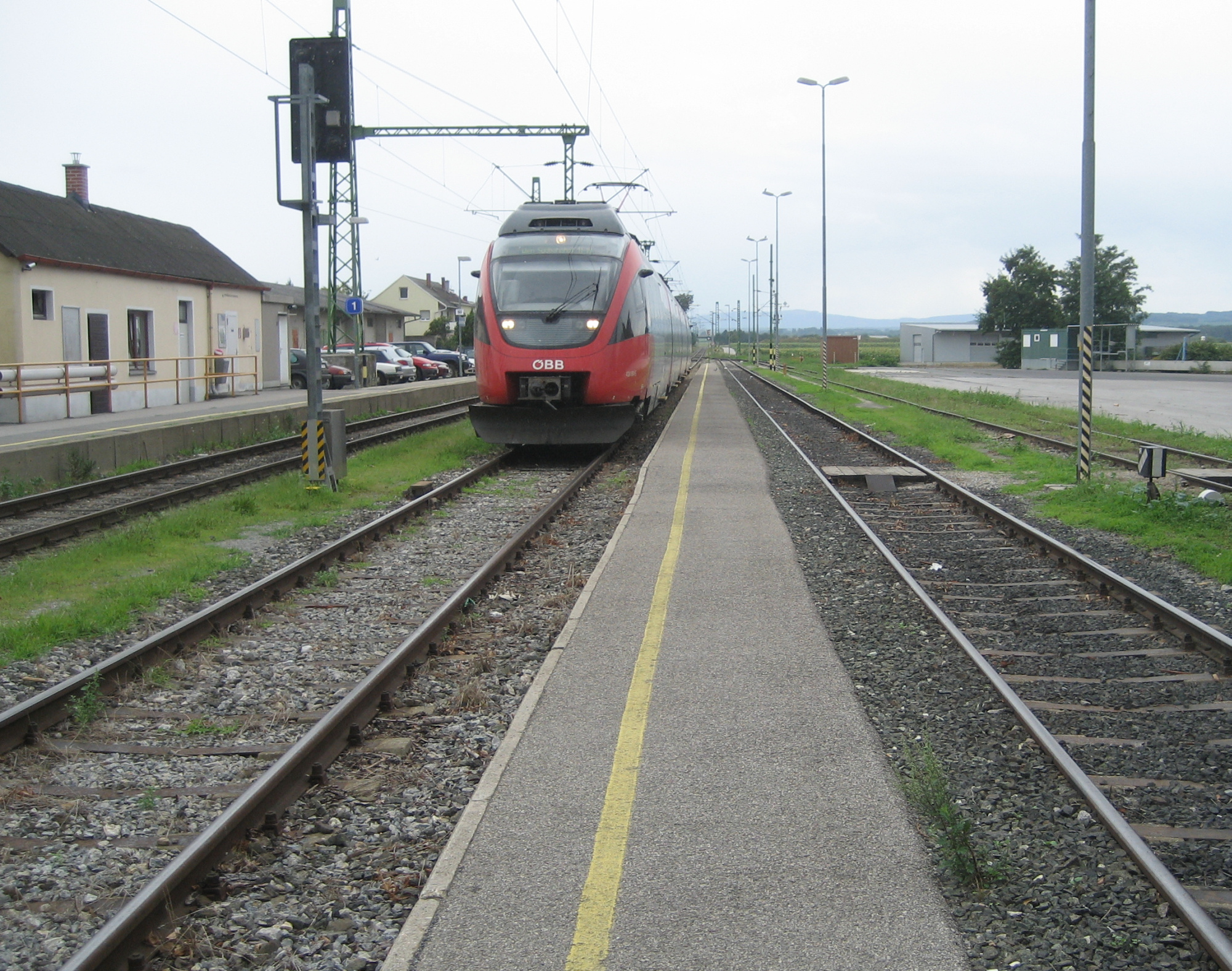
Sopronkeresztúr vasútállomás a Sopron–Kőszeg-vasútvonalon

1245-ben "Terra nomine Bujuslou iuxta aquam Icoa" alakban IV. Béla adománylevelében említik először. Keresztúr néven 1274-ben tűnik fel először "Kurustur" alakban, tehát ekkor már állt temploma is. 1288-ben "Poss. Buguzlou", 1346-ban "Kerezthur al. nom. Bogyzlow", 1356-ban "Dorf Chreucz", 1370-ben "villa Kereztur", 1373-ban "Poss. Keresthur", 1429-ben "Kerezthwr al. nom Bodizlo", 1454-ben "Poss. Keresthwr alias Crux", 1492-ben "Opidum Kerestwr" néven szerepel a korabeli forrásokban. 1619-ben nevezik először "Nemeth Kereztur" néven. Eredeti neve Bogyiszló volt, későbbi nevét a "Szent Kereszt Felmagasztalása" tiszteletére szentelt templomáról kapta. Részben a Fraknói grófok, részben a Kanizsaiak birtoka volt. Mezővárosi rangját 1340-ben kapta.
Egykori vára a Frauenbrunnbach-patak fölé emelkedő Schlossbergen állott. A középkori lakótornyot sánc és árokrendszer övezte. Kastélyát 1492-ben a Kanizsaiak építették lovagvárnak, 1560-ban és 1625-ben a Nádasdyak átépítették. Ma emeletes épület négy saroktoronnyal. Falai között 1681-ben I. Lipót császár is megszállt. 1945-ben súlyos károkat szenvedett.
1584 és 1643 között a város temploma a protestánsoké volt. 1707-ben határában ütközött meg Vak Bottyán kuruc serege Nádasdy Ferenc császári csapataival. Itt működött 1598 és 1605 között Manlius János híres nyomdája.
1671-től Sopronkeresztúr egyike volt a Várvidék hét zsidók lakta településének. Híres talmud iskolájában a világ minden részéről tanultak zsidó fiatalok. Sopronkeresztúr a mai Ausztria egyetlen települése, melynek önálló zsidó neve is volt (Zelem, azaz kép). A zsidó lakosság száma 1857-ben elérte az 1230 főt. Az Anschlusst követően a németek a zsidó lakosságot elhurcolták, majd 1941-ben a zsinagógát is lerombolták.
Vályi András szerint " KERESZTÚR. Német Keresztúr. Elegyes német, és zsidó Város Sopron Várm. nem meszsze hozzá vagyon eppen azon nevű 4 szegű Vár, 4 kis Tornyokkal, a’ zsidóknak sinágógájok, földes Ura H. Eszterházi Uraság, lakosai katolikusok, és zsidók, feksik Soprontól 1 2/3 mértföldnyire, a’ hol piatzozása van, földgye hegyes, és lapályos, határja jó termékenységű, igen jó, és erőss bora terem, vagyonnyai jelesek, el adásra alkalmatos módgyok van."
Fényes Elek szerint " Német-Keresztúr, (Deutsch-Kreuz), német m. v. Sopron vmegyében, Sopronhoz 1 1/4 mfdnyire, 1442 kath., 796 zsidó lak., paroch. templommal és synagógával. Határa átaljában jó, s leginkább buzát, rozsot terem. A majorsági föld nem tudatik; urbéri szántóföld van 1777 hold, rét 159 h., szőlőhegy 1929 h., erdő 226 hold. Van itt egy patak, s egy savanyuviz-forrás, melly az egész vidéket, különösen Sopron városát kellemes itallal látja el. A helységtől 1/4 órányira van egy nagyszerü vár, négyszegletre épitve, s minden szegleten tornyokkal ékesitve. Hajdan gr. Nádasdy családé volt; most a várossal egyetemben h. Eszterházy Pál tulajdona."
1908. november 5-én adták át a települést érintő Sopron–Kőszeg-vasútvonalat, majd 2001-ben villamosították a mezővárosig tartó szakaszt.
1910-ben 3333 lakosából 2963 német és 312 magyar volt. A trianoni békeszerződésig Sopron vármegye Soproni járásához tartozott.
1936-ban egyesült Küllő Sopronkeresztúrral.
A második világháborúból több, mint 300 sopronkeresztúri hősi halottat tartanak nyilván. 1944-ben több száz magyar zsidót deportáltak a településre, a keleti fal (Ostwalls) megerősítése érdekében. A zsidók nagy arányban haltak meg a kimerültségtől, az alultápláltság és betegségek következtében. A zsidó temetőben 286 budapesti zsidó nyugszik egy tömegsírban. A szovjet csapatok 1945. március 29-én léptek a község területére.
A községtől északra szabadtéri fürdő épült, amely nyári szezonban üzemel.
1985-ben megnyílt a határátkelőhely Kópháza felé, ami hazánk 2007-es schengeni egyezményhez való csatlakozásával elvesztette jelentőségét.

## Gazdasága
Sopronkeresztúr Szabadbáránd/Großwarasdorf; Haracsony/Horitschon, Locsmánd/Lutzmannsburg, Doborján/Raiding, Alsópéterfa/Unterpetersdorf és Sopronnyék/Neckenmarkt községekkel alkotják az osztrák Kékfrankos hazáját. Az őshonos szőlőkultúrában meghatározó és termelt szőlőfajták: cabernet sauvignon, merlot és a zweigelt.
A Rezső-forrásra (Rudolfsquelle) az osztrák Juvina cég épített palackozó üzemet.

## Nevezetességei
- Kastélyát 1492-ben a Kanizsaiak építették lovagvárnak, 1560-ban és 1625-ben a Nádasdyak átépítették. Nádasdy Ferenc lefejezése után 1676-ban a kastély az Esterházy család kezébe került és ezáltal egyre jobban elvesztette  a kulturális jelentőségét, úgy hogy gyakorlatilag csak egy gazdasági udvar szerepét töltötte be. A korábban egy vizesárokkal körülvett reneszánsz kastély két szintjét egy négyszögletű belső árkádokkal épített négyszárnyú együttes képezi. A négy alacsony saroktorony, melyeknek egyikében a kastély kápolnája kapott helyet, előre ugranak az egykori vizesárokba. Az épület 1945-ben súlyos károkat szenvedett. 1952-ben egy részét veszélyessége miatt le kellett bontani. Figyelemreméltóak a kiváló észak- olaszországi  mesterek  kezenyomát viselő stukkódíszek. 1971-óta kulturális örökség védelem alatt áll.
- A Szent Kereszt Felmagasztalása tiszteletére szentelt római katolikus temploma a 13. században már állt. 1674-ben késő barokk stílusban építették át és lőréses védőfallal vették körül. 14 regiszteres orgonája 1820-ban épült. Mai főoltárát 1826-ban építették. A templomot 1865-ben, 1974-ben és 1994-ben renoválták.

## Híres emberek
- Itt született 1822. július 1-ején Nagy Imre történész.
- Itt született 1829. február 27-én Halmosy Endre kúriai tanácselnök, országgyűlési képviselő, jogi szakíró.
- Itt született 1896. február 2-án Gergely Sándor Kossuth-díjas író, publicista.
- Itt töltötte gyermekkorát Dóczy Lajos műfordító és Goldmark Károly zeneszerző.
- Itt halt meg 1944. november 29-én Komor Marcell építész.

## Infrastruktúrája
A Sopronnal való összeköttetést biztosító, villamosított vasúti pálya a GYSEV vasúttársaság üzemeltetése alatt áll. A villamosított pályarész technikai kivitelezése magyar szabvány szerint készült. A villamosítás szerkezeti elemei szintén magyar kivitelezésüek.

## Külső hivatkozások
- Hivatalos oldal
- Sopronkeresztúr története Archiválva 2009. július 23-i dátummal a Wayback Machine-ben
- A kastély története
- A sopronkeresztúri plébániatemplom Archiválva 2011. november 3-i dátummal a Wayback Machine-ben
- A sopronkeresztúri plébánia története
- A sopronkeresztúri Nádasdy-kastély
- Sopronkeresztúr az Osztrák Statisztikai Hivatal honlapján
- Az Osztrák Zsidó Múzeum honlapja Archiválva 2013. június 23-i dátummal a Wayback Machine-ben
- Sopronkeresztúr vasútállomása[halott link]
- Magyar katolikus lexikon